# قناة سينما (إيه آر تي)
قناة إيه آر تي سينما هي إحدى قنوات شبكة إيه آر تي تخصصت في عرض الأفلام العربية الحديثة عرضا متواصلا.